# Pays Médoc
Le Pays Médoc était une structure administrative d'aménagement territorial française située dans le département de la Gironde, en région Nouvelle-Aquitaine.
Il correspond au Médoc et aux Landes du Médoc.

## Présentation
Le Syndicat mixte du Pays Médoc a été créé par arrêté préfectoral le 22 décembre 1999.
- Villes principales : Eysines (21 813 hab.),Blanquefort (15 463 hab.), Parempuyre (8 024 hab.), Castelnau-de-Médoc (4 356 hab.), Le Pian-Médoc (6 302 hab.), Lesparre-Médoc (5 604 hab.), Pauillac (4 924 hab.), Lacanau (4 552 hab.), Macau (3 944 hab.), Soulac-sur-Mer (2 524 hab.)

Le syndicat mixte porteur a été dissout le 24 juillet 2019.

## Communes membres
Le Pays regroupe six communautés de communes et trois communes de la communauté urbaine de Bordeaux, faisant partie du canton de Blanquefort: Parempuyre, Blanquefort et Eysines.
| Nom                                          | Nb communes | Population 2011 (hab.) | Superficie (km²) |
| -------------------------------------------- | ----------- | ---------------------- | ---------------- |
| Communauté de communes du Centre Médoc       | 8           | 14 344                 | 455,50           |
| Communauté de communes Cœur du Médoc         | 11          | 12 290                 | 214,10           |
| Communauté de communes Médoc Estuaire        | 11          | 25 466                 | 174,59           |
| Communauté de communes Médulienne            | 10          | 18 166                 | 636,25           |
| Communauté de communes des Lacs Médocains    | 3           | 9 956                  | 579,92           |
| Communauté de communes de la Pointe du Médoc | 11          | 14 728                 | 455,51           |
| Parempuyre                                   | 1           | 8 024                  | 21,80            |
| Blanquefort                                  | 1           | 15 463                 | 33,72            |
| Eysines                                      | 1           | 21 813                 | 12,01            |
| Totaux                                       | 57          | 138 140                | 2 583,40         |

## Administration
Le Syndicat est administré par un Conseil syndical composé de 42 délégués élus ou désignés, à raison de :
- CC de la Pointe du Médoc : 7 titulaires
- CC Cœur du Médoc : 5 titulaires
- CC Centre Médoc : 6 titulaires
- CC des Lacs Médocains : 7 titulaires
- CC Médullienne : 6 titulaires
- CC Médoc Estuaire : 7 titulaires
- Blanquefort : 2 délégués titulaires
- Eysines : 2 délégués titulaires
- Parempuyre : 1 délégué titulaire.

Le Conseil syndical désigne par vote le président ainsi que les huit autres membres du Bureau syndical, à savoir un pour chacune des communautés de communes (à l'exception de celle dont est issu le président) et un pour chacune des communes de Blanquefort, Parempuyre et Eysines.
| Période                                  | Période       | Identité            | Étiquette         | Qualité |
| ---------------------------------------- | ------------- | ------------------- | ----------------- | --- |
| ?                                        | 2000          | Xavier Pintat       | UMP               | Maire de Soulac-sur-Mer (1990-), sénateur (1998-)                                                                                 |
| 2000                                     | novembre 2012 | Yves Lecaudey       | Centriste puis PS | Ancien maire de Sainte-Hélène (1977-2011), ancien président de la CC Médullienne (2003-2013), conseiller général (1998-2011)      |
| novembre 2012                            | mai 2014      | Jean-Jacques Corsan | PS                | Ancien maire de Saint-Germain-d'Esteuil (2001-2014), ancien président de la CC Cœur du Médoc (-2014), conseiller régional (2010-) |
| mai 2014                                 | En cours      | Henri Sabarot       | CPNT              | Maire de Carcans (1995-), président de la CC des Lacs Médocains                                                                   |
| Les données manquantes sont à compléter. |               |                     |                   | |

## Missions

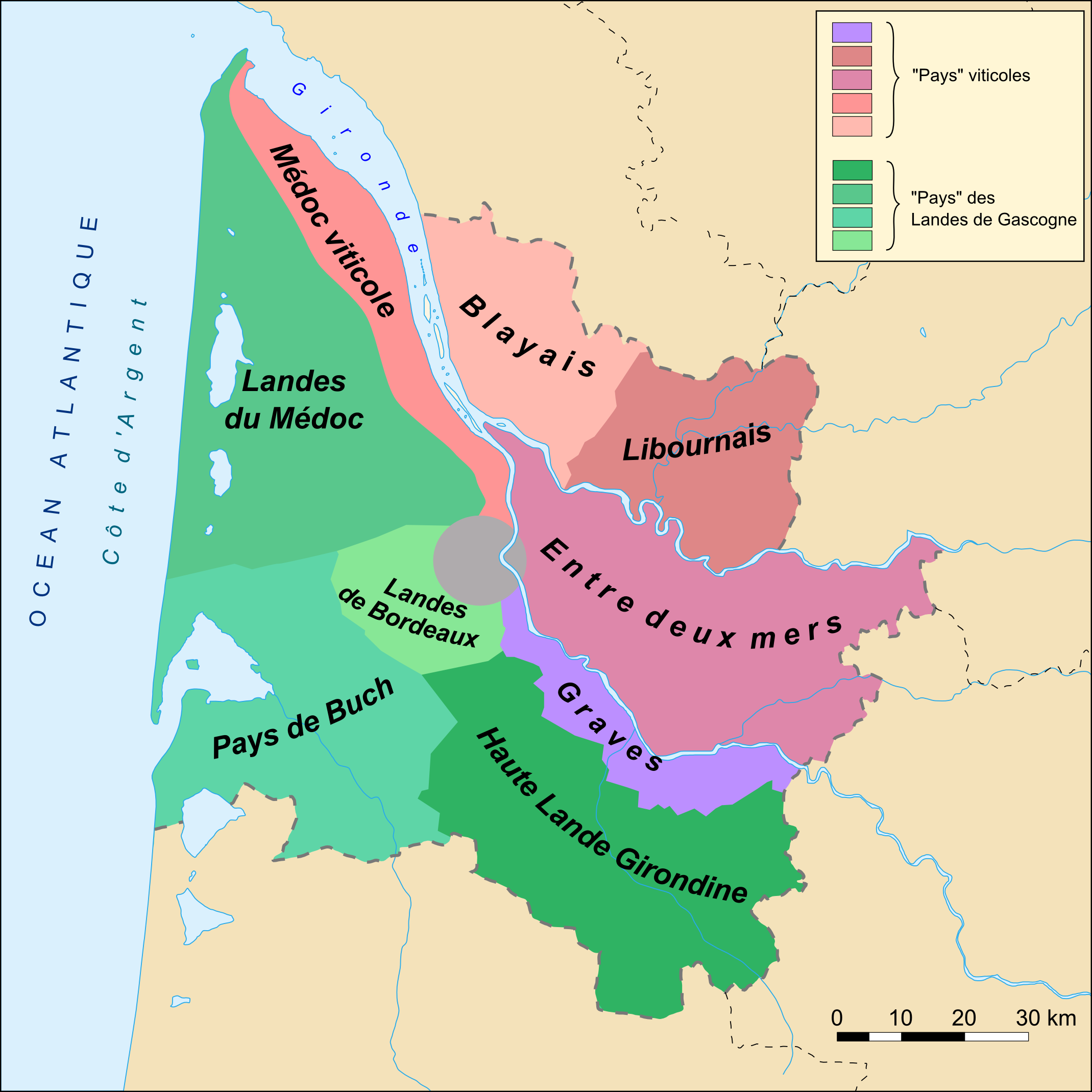
Carte de la Gironde

Informations issues du site officiel du Pays Médoc :
Le Pays a pour rôle :
- de produire de la connaissance pour l'ensemble du territoire en initiant, pilotant et finançant des études de portée territoriales,
- de fournir expertise et méthode en accompagnant les opérateurs publics et privés, de l'élaboration jusqu'à la réalisation de projets ayant un impact sur l'ensemble du territoire médocain,
- de proposer un lieu d’échanges et de débat public où se développe la concertation et s'établissent des partenariats,
- d'élaborer les stratégies d'aménagement et de développement de territoire.

et  pilote quatre grandes missions : 
- Le développement touristique territorial,
- La plateforme de développement sanitaire et social,
- La plateforme de développement agri-environnemental,
- Un secteur d'études et recherches sur l'aménagement et le développement du territoire.